# 梅宮大社
梅宮大社（うめのみやたいしゃ）是位在日本京都府京都市右京區的神社，為式內社（名神大社）、二十二社（下八社）、舊社格為官幣中社（現單立神社），舊稱梅宮神社。作為橘氏一門之氏神而創建的神社。神紋是橘。

## 關連項目
- 橘氏
- 橋本以行

## 外部連結
- 梅宮大社 （页面存档备份，存于）